# 東大寺別当次第
東大寺別当次第（とうだいじべっとうしだい）とは、東大寺の歴代の別当に関して、その補任年月日・任期・師資関係・事績などが列記された記録。

## 概要
今日、同一のものから派生したとみられる3種類の文献が知られている。
- 「東大寺要録別当章」…『東大寺要録』所収。初代良弁より74代勝覚（1104年（長治元年）補任）まで。後に105代道融（1273年（文永10年）補任）までが追記された本もある。
- 「東大寺別当次第」…『群書類従』所収。初代良弁より143代隆実（1447年（文安4年）補任）まで。
- 「東大寺別当統譜」…『大日本仏教全書』所収。初代良弁より171代寛宝法親王（1748年（寛延元年）補任）まで。

だが、3書とも25代済棟の後にそれ以前の記事については「旧記に注されているものの、虚偽が多い」という趣旨の注記が記され、実際に奈良時代後期に別当補任が確認できる法正や玄憐の名前が登場していない。更に今日では東大寺で別当制度が確立されて常時置かれるようになったのは延暦年間以後であることが明らかにされ、その点でも誤りが多いと言える。
とは言え、26代真昶が任命された貞観年間以後に関しては、太政官符などで裏付けが取れるために信頼がおけると考えられており、『東大寺要録』や『東大寺文書』の欠を補うことが可能である。また、最後に東大寺の俗別当に関する記述もされている。